# Acalypha botteriana
Acalypha botteriana é uma espécie de flor do gênero Acalypha, pertencente à família Euphorbiaceae.